# SHAKE YOUR HIP!!
『SHAKE YOUR HIP!!』 （シェイク・ユア・ヒップ）は、日本のロックバンド、TRICERATOPSのライブ・アルバム。2008年2月20日 、ビクターエンタテインメントよりリリース。

## 内容
- 初のライブアルバム。2007年末に行われた「SHAKE YOUR HIP TOUR」の横浜ブリッツ公演、SHIBUYA-AX公演の音源から構成されている。
- このツアーの時点でビクターとの契約は切れていたが、ディレクターから「単発契約で（ライブ盤を）出したい」と事務所に連絡があったという[1]。
- ジャケットデザインはツアーのロゴに使われていたもの。和田はこのデザインをいたく気に入り、「ツアーが終わっても使えないか」と思っていたという（「（ライブ盤のジャケットとして）CD屋に並んでいる状態をイメージした」とも語っている）。そんなときに上記の申し出があり、今作の発売が決定した[1]。

## 収録曲
1. Warp (4:30)
本来、この曲の前にSEとセッションがあり、そこから曲が始まるというパターンだったのだが、どうしてもあと3分削らなければならず、このセッション部分がカットされた[1]。
2. Believe The Light (5:59)
3. Groove Walk (4:41)
4. if (4:45)
5. ハートのショップ (3:39)
SPARKS GO GOへの提供曲のセルフカバー。
6. Jewel (4:28)
7. 水溜まりの向こう (3:31)
松たか子への提供曲のセルフカバー。
8. Touch Me (4:55)
9. Smoke (8:28)
10. トランスフォーマー (4:33)
11. Raspberry (4:24)
12. Rock Music/Medley (13:09)
13. Fever (6:00)
14. 僕らの一歩 (5:44)